# Le Fou de Shinjuku
Pour plus de détails, voir Fiche technique et Distribution.
Le Fou de Shinjuku (新宿マッド, Shinjuku maddo) est un film japonais réalisé par Kōji Wakamatsu, sorti en 1970.

## Synopsis
Un homme arrive à Tokyo pour retrouver le meurtrier de son fils et se venger. Ses recherches dans Shinjuku, quartier mal famé, le mènent sur la trace d'un gangster nommé Shinjuku Mad.

## Fiche technique
- Titre original : 新宿マッド (Shinjuku maddo?)
- Titre français : Le Fou de Shinjuku[1]
- Réalisation : Kōji Wakamatsu
- Scénario : Masao Adachi
- Montage : Isao Nakajima
- Musique : Hiro Tsunoda
- Production : Wakamatsu Production
- Distributeur : Blaq Out
- Pays d'origine : Japon
- Format : Noir et blanc et couleur - 35 mm - 2,35:1 - Mono
- Genre : drame
- Durée : 72 min
- Date de sortie : 1970

## Distribution
- Toshiyuki Tanigawa : le père
- Yuko Ejima : Hanako
- Mikio Terashima : Détective
- Makiko Harada
- Akiko Hirooka
- Yōko Ōno
- Etsuko Sakata
- Tadaharu Sekine